# Dauria (compagnia aerea)
La Dauria (in russo: ДАУРИЯ авиакомпания) conosciuta anche come Dauriya Airlines era una compagnia aerea russa con base tecnica presso l'aeroporto di Čita-Kadala (UIAA) nell'Kraj Zabajkal'skij, nella Siberia Orientale, in Russia.

## Storia
La compagnia aerea russa Dauria è stata fondata nel 1998 a Čita.
Nel 2005 la compagnia aerea effettuò il trasporto di 14 000 persone sulle rotte regionali finanziate in parte dal Governo locale.
Nel 2006 la Dauria trasportò 10 000 persone sulle rotte nazionali
Nel 2007 la compagnia aerea trasportò 14 266 persone ripristinando le rotte chiuse durante la crisi finanziaria del 2005-2006
Il 25 febbraio 2011 il certificato della compagnia aerea è stato annullato in seguito ai problemi di insolvenza finanziaria e la sospensione precedente del certificato per un tempo limitato.

## Strategia
La compagnia aerea Dauria effettuava i voli di linea e i voli charter nel Kraj Zabajkalskij, nella parte asiatica della Russia.

## Flotta storica
Corto raggio
- Antonov An-2
- Antonov An-24
- Antonov An-26B

Elicotteri
- Mil Mi-8

## Accordi commerciali
Dal 2004 al 2011 faceva parte della russa VIM Group composta da 6 compagnie aeree russe:
- Air Bashkortostan
- Karat Air
- Russian Sky Aircompany
- VIM-Avia
- AeroChita
- Dauria